# Marco Manilio

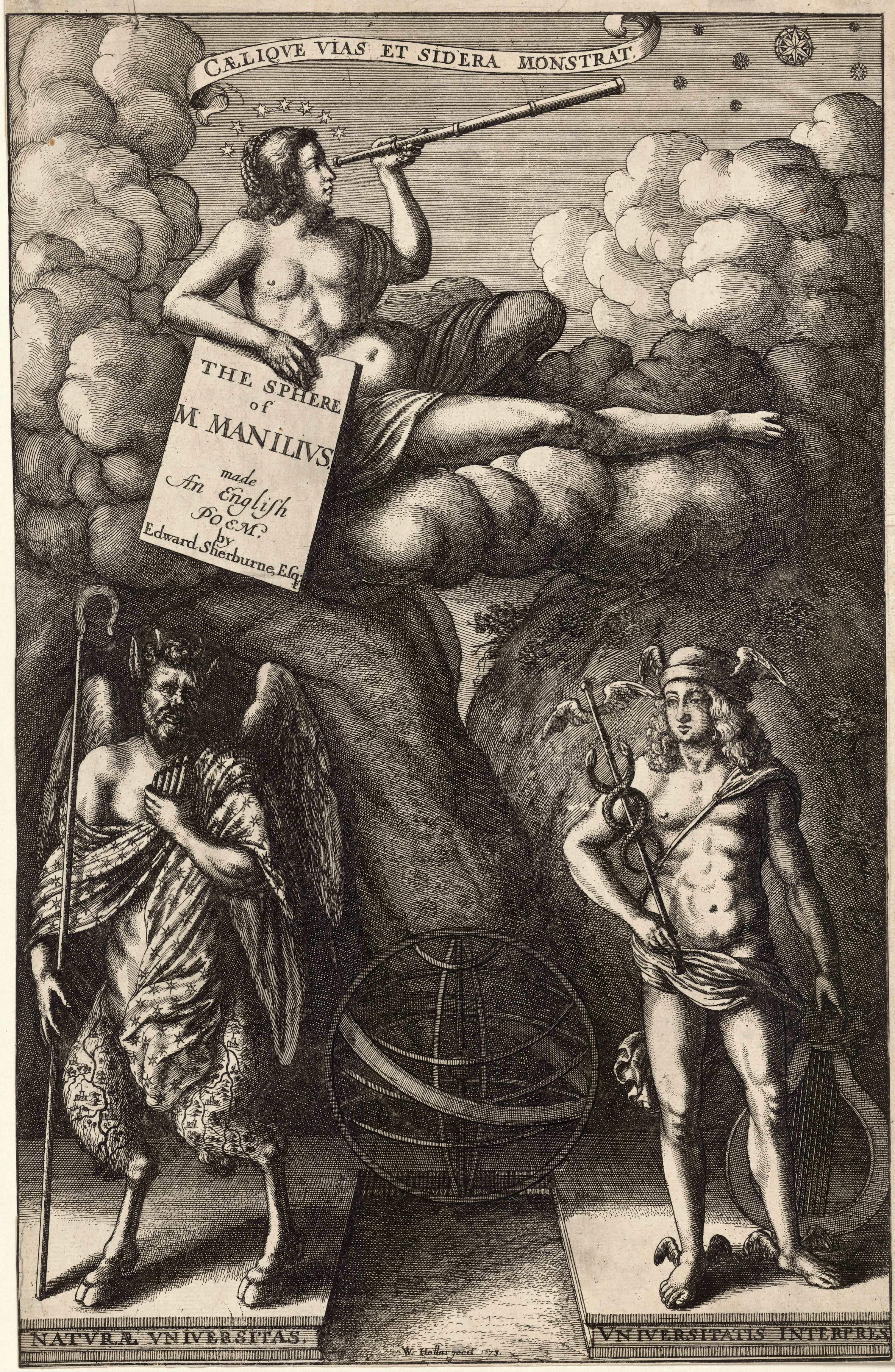
La sfera di Manilio, disegno di Wenzel Hollar (XVII secolo)

Marco Manilio (in latino: Marcus Manilius; I secolo a.C. – I secolo) è stato un poeta e astrologo romano in lingua latina, autore di un poema didascalico, gli Astronomica.

## Biografia
Sulle sue origini si possono soltanto avanzare delle ipotesi, la più accreditata è quella di origini orientali, dove l'astronomia godeva di grande importanza. È comunque sicuro che visse sotto gli imperatori Ottaviano Augusto (nel libro I degli Astronomica è ricordata la Battaglia di Teutoburgo) e Tiberio (citato nel libro I), e che scrisse un poema didascalico in esametri, diviso in cinque libri ed intitolato Astronomica. L'opera, che tratta di astronomia e astrologia, ha come modello strutturale il De rerum natura di Lucrezio, ma è impregnata di filosofia stoica.

## Astronomica
L'opera di Manilio si divide in cinque libri, il primo dei quali è dedicato all'astronomia, con una descrizione del cosmo che comprende le ipotesi sulla sua origine, le stelle, i pianeti, i circoli celesti, le comete; nel secondo si analizzano le caratteristiche dei segni dello zodiaco e le possibilità offerte dalle loro congiunzioni; il terzo libro descrive il modo di determinare l'oroscopo e analizza le dodici sorti soffermandosi sul Locus Fortunae, mentre il quarto analizza i segni zodiacali ed il loro influsso sui corpi umani e nel quinto vengono esaminati i segni extra-zodiacali.
L'ultimo libro, tuttavia, si conclude bruscamente, sicché molti studiosi hanno quindi ritenuto che si tratti di un'opera incompiuta che l'autore non poté completare a causa del suo decesso oppure, secondo altre fonti, a causa del bando contro gli astrologi indetto da Tiberio all'inizio del proprio principato.

### Il mondo poetico e concettuale di Manilio
Manilio, al pari di Lucrezio, deve sforzarsi per rendere comprensibili ai Romani dei concetti oscuri, a questo scopo deve piegare il latino ad esprimere idee astratte attraverso l'uso di neologismi e di grecismi, oltre che con frasi costruite in modo spesso complesso. Gli Astronomica, infatti, appartengono al genere didascalico, che ormai a Roma aveva come principale modello proprio Lucrezio, da cui Manilio riprende il gusto per l'allitterazione, l'uso dei proemi con l'annuncio dell'argomento, i riepiloghi posti alla fine di ogni brano e i frequenti appelli al lettore.
Nonostante le somiglianze formali fra il De Rerum Natura e gli Astronomica, la posizione di Manilio, per quanto concerne l'astronomia, non poteva essere più diversa da quella di Lucrezio, secondo cui le stelle ed i pianeti si muovevano in modo casuale; Manilio, invece, ritiene non solo di aver trovato un ordine nel moto degli astri, ma anche che essi influenzino il comportamento ed il destino degli uomini.
Non solo le differenze fra gli individui, ma anche quelle fra gli interi popoli verrebbero ricondotte ai diversi influssi astrali legati alla diversa latitudine. Questa forma di determinismo geografico è piuttosto diversa da quella di Tacito (basata su cause climatiche e legata agli aspetti culturali dei vari popoli). In essa ad influenzare un popolo non sono le condizioni ambientali e climatiche, bensì la fitta rete di corrispondenze fra macrocosmo (quello delle stelle) e microcosmo (quello degli uomini). Il modello etnoastrologico, quindi, consentirebbe di conoscere le caratteristiche di un popolo, cioè la sua bellicosità, la sua cultura ecc., semplicemente sapendo dove esso è ubicato. Ma dalla rigidezza dello schema si poteva fuggire facilmente: i troppi parametri in gioco (posizione di stelle, Sole, singoli pianeti) e la tremenda complessità del sistema consentirebbero, con un po' di abilità, di predire tutto ed il contrario di tutto.